# Alachua
Alachua és una ciutat del comtat d'Alachua, Florida, Estats Units. Segons l'oficina del Cens dels Estats Units, la població de la ciutat l'any 2006 era 7.554 habitants. La ciutat forma part de l'àrea metropolitana de Gainesville que aixopluga un total de 243.985 residents.